# Monascostroma innumerosum
Monascostroma innumerosum är en svampart som först beskrevs av Jean Baptiste Desmazières, och fick sitt nu gällande namn av Franz Xaver von Höhnel 1918. Enligt Catalogue of Life ingår Monascostroma innumerosum i släktet Monascostroma,  och familjen Phaeosphaeriaceae, men enligt Dyntaxa är tillhörigheten istället släktet Monascostroma,  och familjen Pleosporaceae. Arten är reproducerande i Sverige. Inga underarter finns listade i Catalogue of Life.